# Open de Finlande de tennis de table
L'Open de Finlande (Finlandia Open) est un tournoi internationnal de tennis de table. Il est organisé depuis 1981 par l'association finlandaise de tennis de table. Il a attiré de nombreux champions internationaux tels que Jan‑Ove Waldner, Liu Guoliang, Mattias Falck, Christian Suss ou Stephane Ouaiche.

## Histoire
Le Japonais Hokuto Koriyama avec trois titres est le pongiste qui en a le plus à son actif.
En 2019, pour la première fois un finlandais (Benedek Oláh) remporte l'Open,,.
L’édition 2024, 33ᵉ du nom, a rassemblé plus de 160 joueurs de 27 pays.

## Organisation et format
Le tournoi est reconnue par l’ETTU et par l'ITTF et contribue au classement européen.
Il est organisé traditionnellement début décembre.
Depuis 2012, il se tient au centre sportif de Kisakallio, près de Helsinki, offrant hébergement et restauration sur place.
Le tournoi utilise le système progressif knock‑out, mis en place pour garantir à chaque joueur environ 5 à 7 matchs, quelle que soit son évolution dans le tableau. Un système très apprécié des entraîneurs pour le développement des joueurs.
Une épreuve par équipes s'est tenu de 2014 à 2019 et depuis 2021 une épreuve U21 est organisé.

## Palmarès
| Année | Simple messieurs                 | Simple dames                |
| ----- | -------------------------------- | --------------------------- |
| 1981  | Chen Xinhua, China               | Chen Lili, China            |
| 1983  | Chen Yinghua, China              | Jiao Zhimin, China          |
| 1985  | Hui Jun, China                   | He Zhili, China             |
| 1987  | Wang Hao, China                  | Cao Jun, China              |
| 1989  | Chen Zhibin, China               | Qiao Hong, China            |
| 1991  | Lu Lin, China                    | Qiao Hong, China            |
| 1993  | Liu Guoliang, China              | Wang Chen, China            |
| 1995  | Jan-Ove Waldner, Sweden          | Wang Hui, China             |
| 1996  | Lin Zhigang, China               | Kim Moo Kyo, South Korea    |
| 1997  | annulé                           | annulé                      |
| 1998  | Maksim Chmyrev, Russia           | Jie Schöpp, Germany         |
| 2000  | Hou Yingchao, China              | Sun Jin, China              |
| 2001  | Thomas Keinath, Germany          | Petra Lovas, Hungary        |
| 2002  | Christian Suss, Germany          | Sayaka Hirano, Japan        |
| 2003  | Cyprian Asamoah, Sweden          | Asami Suemasu, Japan        |
| 2004  | Lehel Demeter, Hungary           | Petra Lovas, Hungary        |
| 2005  | Thiago Monteiro, Brazil          | Marie Olsson, Sweden        |
| 2006  | Vasili Lakeev, Russia            | Mo Zhang, Canada            |
| 2007  | Vjacheslav Burov, Russia         | Margaryta Pesotska, Ukraine |
| 2008  | Qu Hangyu, Russia                | Polina Mikhaïlova, Russia   |
| 2009  | Vjacheslav Burov, Russia         | Saori Sakamoto, Japan       |
| 2010  | Mattias Karlsson (Falck), Sweden | Jua Jia, China              |
| 2011  | Jon Persson, Sweden              | Svetlana Krekina, Russia    |
| 2012  | Viktor Brodd, Sweden             | Alice Abbat, France         |
| 2013  | Sadi Ismailov, Russia            | Maryia Kuchuk, Belarus      |
| 2014, | Stéphane Ouaiche, France         | Miyu Kato, Japan            |
| 2015  | Pavel Platonou, Belarus          | Rika Suzuki, Japan          |
| 2016  | Hokuto Koriyama, Japan           | Minami Ando Japan           |
| 2017  | Hokuto Koriyama, Japan           | Minami Ando Japan           |
| 2018  | Hokuto Koriyama, Japan           | Ayane Morita, Japan         |
| 2019  | Benedek Oláh, Finland            | Liu Yangzi, Australia       |
| 2020  | annulé                           | annulé                      |
| 2021, | Enzo Angles, France              | Men Shuohan, Netherlands    |
| 2022  | annulé                           | annulé                      |
| 2023  | Benedek Oláh, Finland            | Airi Avameri, Estonia       |
| 2024  | Milo De Boer, Netherlands        | Jeanne Robbes, France       |
| 2025  |                                  |                             |